# Gananoque
Gananoque es un pueblo canadiense situado en la provincia de Ontario.

## Superficie
Gananoque tiene una superficie de 7,01 km².

## Demografía
En 2021, tenía 5383 habitantes, una densidad poblacional de 768,4 hab./km², y 2767 viviendas.